# رضا رادمنش
رضا رادمنش (زاده ۱۲۸۴ – درگذشته ۲۴ بهمن ۱۳۶۲) از رهبران جنبش کمونیستی ایران، دبیر اول حزب توده ایران از ۱۳۲۷ تا ۱۳۴۹، و رئیس فراکسیون این حزب و نماینده لاهیجان و لنگرود و رئیس فراکسیون پارلمانی حزب توده ایران در چهاردهمین مجلس شورای ملی بود. او از نخستین دانش‌آموختگان ایرانی در رشته فیزیک مدرن بود، و سال‌ها به تدریس و تحقیق فیزیک در دانشگاه لایپزیگ و آکادمی علوم آلمان شرقی مشغول بود.

## زندگی
رضا رادمنش فرزند معزّالممالک و نوه دختری فئودال بزرگ گیلان، امین دیوان، بود. تحصیلات ابتدایی را در مدرسه حقیقت لاهیجان و تحصیلات دوره متوسطه را در دبیرستان دارالفنون تهران انجام داد و در آنجا با پسرعمه‌اش محمدعلی مجتهدی هم اتاق بود.

### تحصیلات دانشگاهی
او در سال ۱۳۰۷ جزء نخستین گروه محصّلین اعزامی به فرانسه رفت. وی پس از این‌که از دانشگاه (کان نرماندی) لیسانسیه علوم و مهندس الکترومکانیک شد، به دانشگاه سوربن راه یافت و در رشته فیزیک درجه دکترای دولتی را اخذ کرد و بالاخره در سال ۱۳۱۴ به ایران بازگشت و بعد از شش ماه تدریس در دانشکده فنّی دانشگاه تهران، برای انجام خدمت نظام وظیفه به دانشکده افسری اعزام شد.

### دیگر فعالیت‌ها
رادمنش هنگام تحصیل در فرانسه توسط ایرج اسکندری با تقی ارانی که در برلین اقامت داشت آشنا شد و به این ترتیب هنگامی که به ایران بازگشت، در سازمان مخفی حزب کمونیست که توسط ارانی رهبری می‌شد، به فعالیت پرداخت. هنگامی که پلیس مخفی رضا شاه در سال ۱۳۱۵ این سازمان را کشف نمود، رادمنش نیز که با درجه افسری خدمت نظام وظیفه را انجام می‌داد، جزء دسته ۵۳ نفر دستگیر و به پنج سال زندان محکوم شد.
با این همه، رادمنش پس از خلاصی از زندان در شهریور ۱۳۲۰، هسته مرکزی حزب توده را پی‌ریزی کرد و از رهبران اولیه آن شد. وی مدّتی دبیر سازمان جوانان و دبیر تشکیلات حزب بود. در بهمن ماه ۱۳۲۷ پس از حادثه تیراندازی به شاه در دانشگاه تهران که به اعلام انحلال حزب توده از سوی محمّدرضا شاه منجر شد، مدّتی در تهران مخفی بود و بعد از این‌که در دادگاه نظامی، به‌طور غیابی به اعدام محکوم شد، به شوروی گریخت.
او دکترای فیزیک داشت و پس از این که در سال ۱۳۴۸ از دبیر اولی حزب کنار رفت، به کار در آکادمی علوم فیزیک جمهوری دموکراتیک آلمان پرداخت. هرچند این شغل را در ابتدا برای راضی نگه داشتن رادمنش به او داده بودند، ولی رادمنش با ذهن فعالش که برای سیاست ساخته نشده نبود سریعاً مورد احترام همکارانش قرار گرفت و موفق شد چند رساله علمی در مجلات تخصصی آلمان شرقی منتشر کند. پسرش رامین نیز یک فیزیک‌دان درجه اول شد. او مانند پدرش در رشته فیزیک اتمی تحصیل کرد و با درجه ممتاز تحصیلاتش را به پایان رسانید و دکترایش را گذراند و در همان شعبه آکادمی جمهوری دموکراتیک آلمان در لایپزیک مشغول به کار شد. دخترش در رشته پزشکی تحصیل کرد و او هم با مادرش در لایپزیک زندگی می‌کرد.
پس از انقلاب اسلامی، رادمنش مانند ایرج اسکندری با سیاست‌های حزب توده و نورالدین کیانوری در همراهی با خط امام موافق نبود و حاضر نشد همراهی کند. کیانوری می‌ترسید عدم فعالیت رادمنش باعث رویگردانی رفقای قدیمی شود. به همین دلیل با کمک رفقای شوروی و آلمان شرقی به رادمنش فشار آوردند که برای روزنامه‌های حزب مقاله بنویسد. رادمنش این فشارها را پذیرفت، ولی هرگز از سیاست‌های کیانوری پشتیبانی نکرد و هیچ مطلبی برای نامه مردم ننوشت.
رادمنش به راحتی به همکارانش اعتماد می‌کرد. او باور نمی‌کرد کسی مثل حسین یزدی جاسوس باشد و هرگز نپذیرفت عباسعلی شهریاری ساواکی است.
وی پس از انقلاب ایران برای دیدار از خانواده، شهر و دوستان دانشگاهی خود به ایران مراجعت کرد و بعد از شش ماه اقامت در ایران مجدّداً به لایپزیک رفت و به کارهای دانشگاهی خود ادامه داد. رادمنش پس از یورش به حزب توده ایران و کشتار رهبران و کادرهای حزب، در جلسه پلنوم هجدهم کمیته مرکزی حزب توده ایران از سازمان دهندگان دوباره رهبری حزب توده ایران بود.
رادمنش سرانجام در ۲۴ بهمن ۱۳۶۲ در هفتاد و هشت سالگی در بیمارستان مخصوص سران احزاب کمونیست در برلین شرقی درگذشت و در گورستان لایپزیک به خاک سپرده شد.